# 武尔岑
武尔岑（德語：Wurzen，發音：[ˈvʊʁtsn̩] ⓘ）是德国萨克森州莱比锡县的城市，面积69.04平方千米，2023年12月31日人口为16,715人。